# DS455
DS455 (DS 4 Double 5)是由MC Kayzabro和DJ兼製作人DJ PMX組成的雙人團體。成立於1989年橫濱市。團名的DS指的是Dabstar，455指的是Kayzabro的故鄉横浜市鶴見區的電話號碼。2005年和饒舌團體OZROSAURUS共組新的唱片公司BAYBLUES RECORDZ。2006年成立音樂製作公司HOOD SOUND INC，及唱片公司HOOD SOUND RECORDS，並發行多張話題性十足的作品。

## 成員

### Kayzabro
神奈川縣出身。1989年和小學的朋友一起組成DS455，開始在故鄉橫濱活動。以前曾使用「K THE ROCK」、「K.W.O.」等藝名，後來改成Kayzabro。Kayzabro還有經營服飾品牌KRHYME DENIM及嘻哈飾品店AVALANCHE。2010年發表自傳HIPHOP LIFE 〜夢を掴むまで〜。

### DJ PMX
宮崎縣出身。PMX是「PRIME MINISTER X-RATED」的縮寫。 1987年以MAZZ&PMX這個團體出道，並於1990年發行「GO YELLOWS GO」EP。同年在新宿認識Kayzabro、DEV LARGE、GDX、ECD等人。2008年發行個人專輯「THE ORIGINAL」。DJ PMX是DS 455的DJ兼製作人，受到美國西岸嘻哈影響甚深，與許多日本嘻哈歌手合作。

## 音樂作品

### 單曲
1. Night 4 Playaz（2000年）
2. LOWRIDE 4 LIFE （2001年）
3. Ride Wit tha D.S.C. 〜Just Like Me〜（2002年）
4. NIGHT CRUISE 〜星降る夜に〜（2002年）
5. STILL BELONG IN THA STREET （2003年）
6. Very Special Weekend（2003年）
7. L.I.F.E. 〜Livin'In tha Far Eastside〜（2005年）
8. Throw Ya Handz Up （2005年）
9. SUMMER PARADISE 〜Risin' To Tha Sun〜 feat. 青山テルマ （2007年）

### 專輯
1. BAYSIDE RIDAZ（2000年）
2. DabStar Clique（2002年）
3. Summer Sweetz（2004年）
4. To Myself（2006年）
5. SUMMER TIME IN THA D.S.C.（2006年）
6. WINTERTIME WIT' THA D.S.C. 〜WHITE NITE〜（2006年）
7. Risin' To Tha Sun（2007年）
8. The Best Of DS455（2008年）
9. CHECK THA NUMBER（2009年7月29日）